# Veronika Smolková
Veronika „Sweetheart“ Smolková (* 2002, Revúca) je slovenská profesionální zápasnice smíšených bojových umění (MMA), která soutěží ve váhové kategorii muší váhy pod organizací OKTAGON MMA. Je členkou Dracula Gymu v Banské Bystrici a mistryní světa i Evropy v MMA strikingu pod hlavičkou organizace GAMMA z roku 2022.

## Kariéra
Smolková zahájila svou profesionální kariéru v roce 2022 na turnaji Dracula Fight Night 8, kde porazila Elišku Pelechovou submisí v prvním kole. V roce 2023 nastoupila do americké organizace United Fight League, kde absolvovala tři zápasy.
V roce 2023 podepsala smlouvu s OKTAGON MMA a 7. října téhož roku debutovala na turnaji Oktagon 47 v zápase proti Megan Morris, který prohrála v posledním kole na submisi.
Po prohře v OKTAGON MMA přestoupila do menší organizace PML, kde 3. února 2024 nastoupila k zápasu proti Insav Alavii a zvítězila ve druhém kole technickým knockoutem (TKO).
Po vítězství v menší organizaci se vrátila do OKTAGON MMA, kde 20. července 2024 nastoupila na turnaji Oktagon 59 proti Jovaně Dukić a zvítězila ve druhém kole technickým knockoutem (TKO).
Po dvou vítězstvích měla oznámený zápas na turnaji Oktagon 63, který se konal 9. listopadu 2024 v Bratislavě, proti Mileide Simplicio. Zápas vyhrála již v prvním kole technickým knockoutem (TKO).
V roce 2025, na turnaji Oktagon 67 konaném 22. února, nastoupila proti Aitaně Alvarez, kterou porazila na body jednomyslným rozhodnutím všech rozhodčích.
Dne 4. října 2025 byla oznámena na turnaji Oktagon 77, který se bude konat v Bratislavě. Soupeřka zatím nebyla oznámena.

## Amatérské úspěchy
- Mistryně světa v MMA strikingu (GAMMA, 2022, Amsterdam)
- Mistryně Evropy v MMA Elite (GAMMA, 2022, Tbilisi)
- Mistryně Evropy v MMA strikingu (GAMMA, 2022, Tbilisi)

## Profesionální výsledky
| Výsledek | Bilance | Soupeř            | Metoda                           | Událost                           | Datum             | Kolo | Čas  | Místo                      | Poznámka            |
| -------- | ------- | ----------------- | -------------------------------- | --------------------------------- | ----------------- | ---- | ---- | -------------------------- | ------------------- |
| Výhra    | 6–3     | Aitana Álvarez    | Na body (jednomyslné rozhodnutí) | OKTAGON 67: Creasey vs. Adamia    | 22. února 2025    | 3    | 5:00 | Třinec, Česko              | Flyweight           |
| Výhra    | 5–3     | Mileide Simplicio | TKO (údery)                      | OKTAGON 63: Buchinger vs. Nafuka  | 9. listopadu 2024 | 1    | 1:06 | Bratislava, Slovensko      | Flyweight           |
| Výhra    | 4–3     | Jovana Dukić      | TKO (úder)                       | OKTAGON 59: Paradeiser vs. Torres | 20. července 2024 | 2    | 2:26 | Bratislava, Slovensko      | Flyweight           |
| Výhra    | 3–3     | Insav Alavia      | TKO (lokty a údery)              | PML 8                             | 3. února 2024     | 2    | 0:00 | Třinec, Slovensko          | Flyweight           |
| Prohra   | 2–3     | Megan Morris      | Submise (Armbar)                 | OKTAGON 47: Vémola vs. Langer     | 7. října 2023     | 3    | 4:47 | Bratislava, Slovensko      | Debut v OKTAGON MMA |
| Prohra   | 2–2     | Brittney Cloudy   | Na body (jednomyslné rozhodnutí) | UFL 3: Grand Prix semifinále      | 12. srpna 2023    | 3    | 5:00 | Arizona, USA               | Bantamweight        |
| Výhra    | 2–1     | Kayla Yontef      | Na body (jednomyslné rozhodnutí) | UFL 2: Parrish vs. Cain           | 13. května 2023   | 3    | 5:00 | Tennessee, USA             | Bantamweight        |
| Prohra   | 1–1     | Zurina Turrey     | Na body (jednomyslné rozhodnutí) | UFL 1: Jackson vs. Gooden         | 18. února 2023    | 3    | 5:00 | Arizona, USA               | Bantamweight        |
| Výhra    | 1–0     | Eliška Pelechová  | Submise (rear-naked choke)       | Dracula Fight Night 8             | 22. října 2022    | 1    | 2:12 | Banská Bystrica, Slovensko | Bantamweight        |

## Osobní život
Veronika Smolková je absolventkou Střední sportovní školy v Banské Bystrici se zaměřením na úpolové sporty. Má trenérskou licenci II. stupně a působí jako trenérka Muay Thai a MMA v Dracula Gymu.